# Fileteado
Fileteado ist ein künstlerischer Malstil mit stilisierten Linien, Blumen und Ranken, der typisch ist für die argentinische Hauptstadt Buenos Aires. Malereien dieser Art findet man auf diversen Objekten, darunter auf Häusern, Ladenschildern, Taxis und Bussen des öffentlichen Nahverkehrs oder auf Plattencovern, wie dem Album Haughty Melodic von Mike Doughty (2005). Auch das Logo der Wikimania 2009 in Buenos Aires war in Fileteado-Manier gestaltet. 
Filetes (Malereien im Fileteado-Stil) sind gekennzeichnet durch farbenfrohe Ornamente, typischerweise Symmetrie und poetische Ausdrücke, Sprichwörter und Aphorismen, die humorvoll oder schalkhaft, gefühlvoll oder philosophisch sein können. Sie sind Bestandteil der Kultur der Porteños seit Beginn des 20. Jahrhunderts. 
2015 wurde Filete porteño in Buenos Aires von der UNESCO in die Repräsentative Liste des immateriellen Kulturerbes der Menschheit aufgenommen.

## Bildergalerie

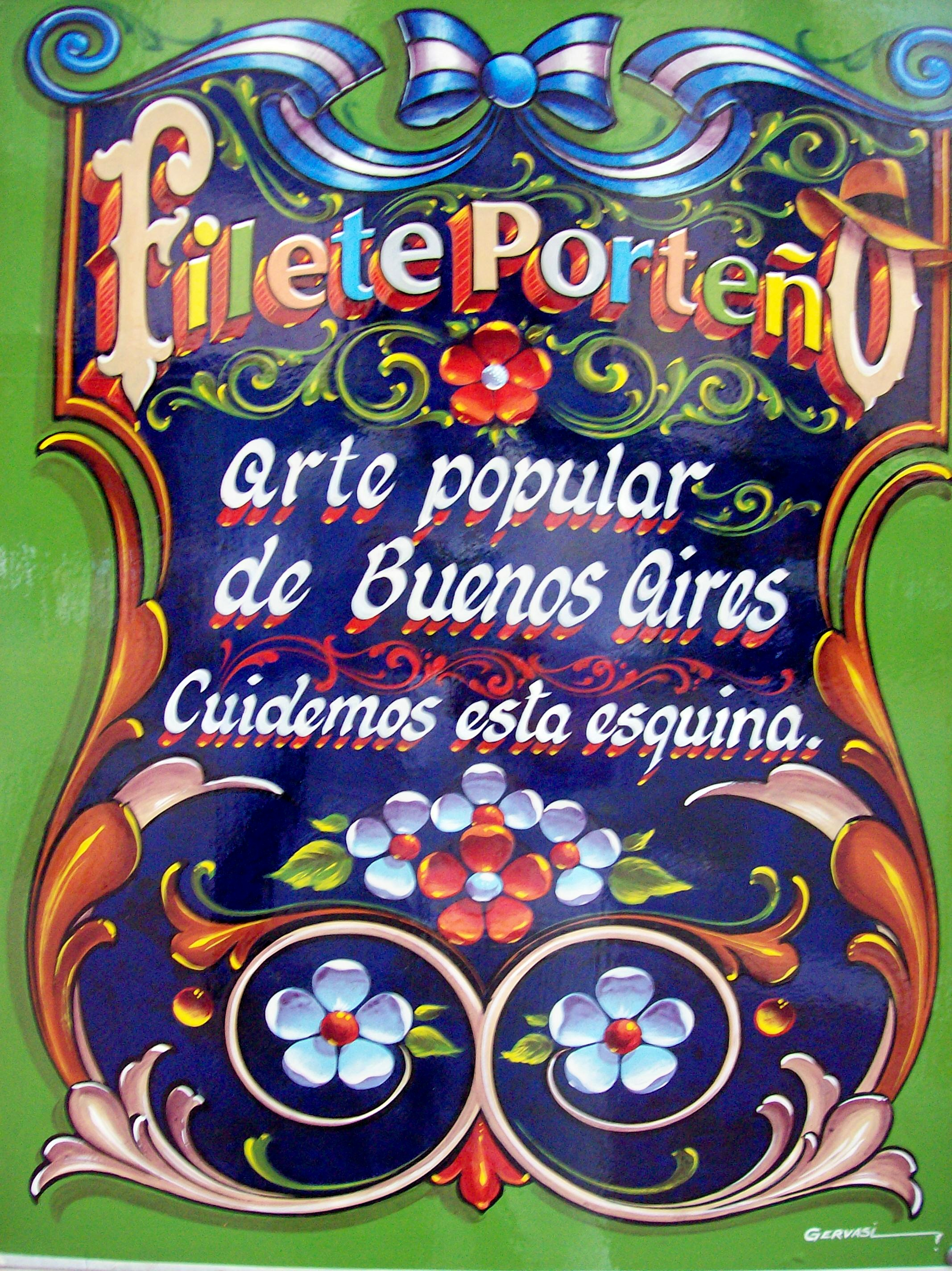
Wandmalerei an der Ecke Calle Carlos Gardel und Anchorena in Buenos Aires
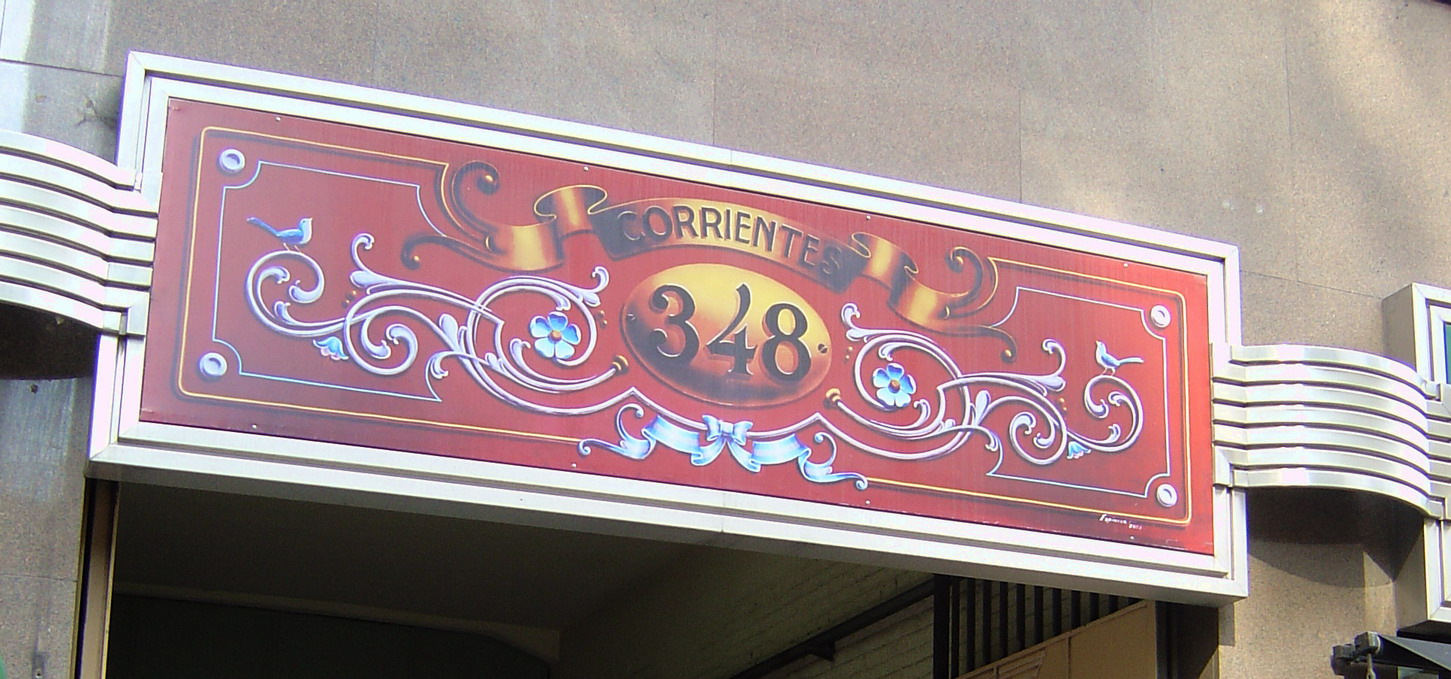
Straßenschild an der Avenida Corrientes 348
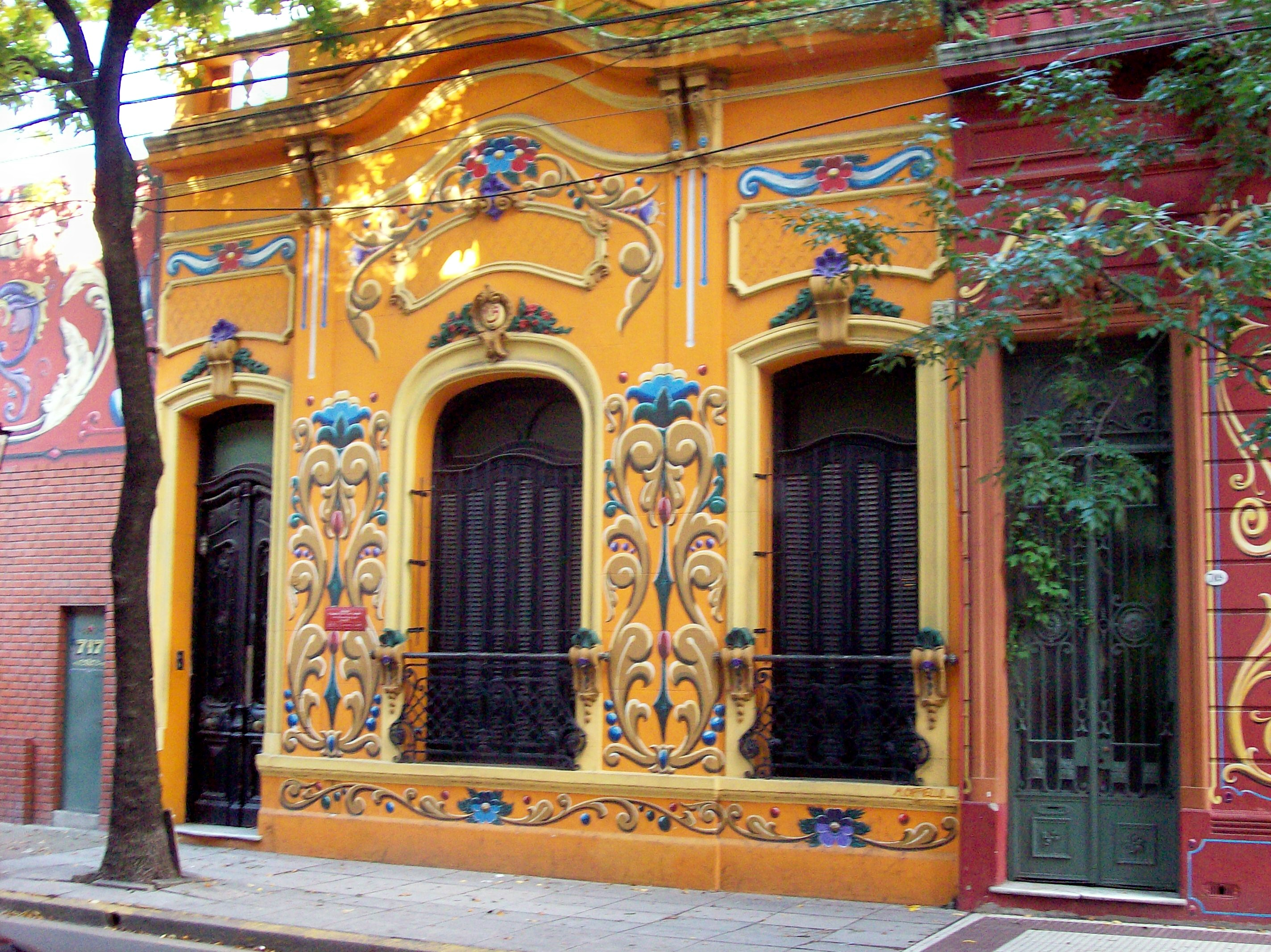
Haus auf der Calle Jean Jaures
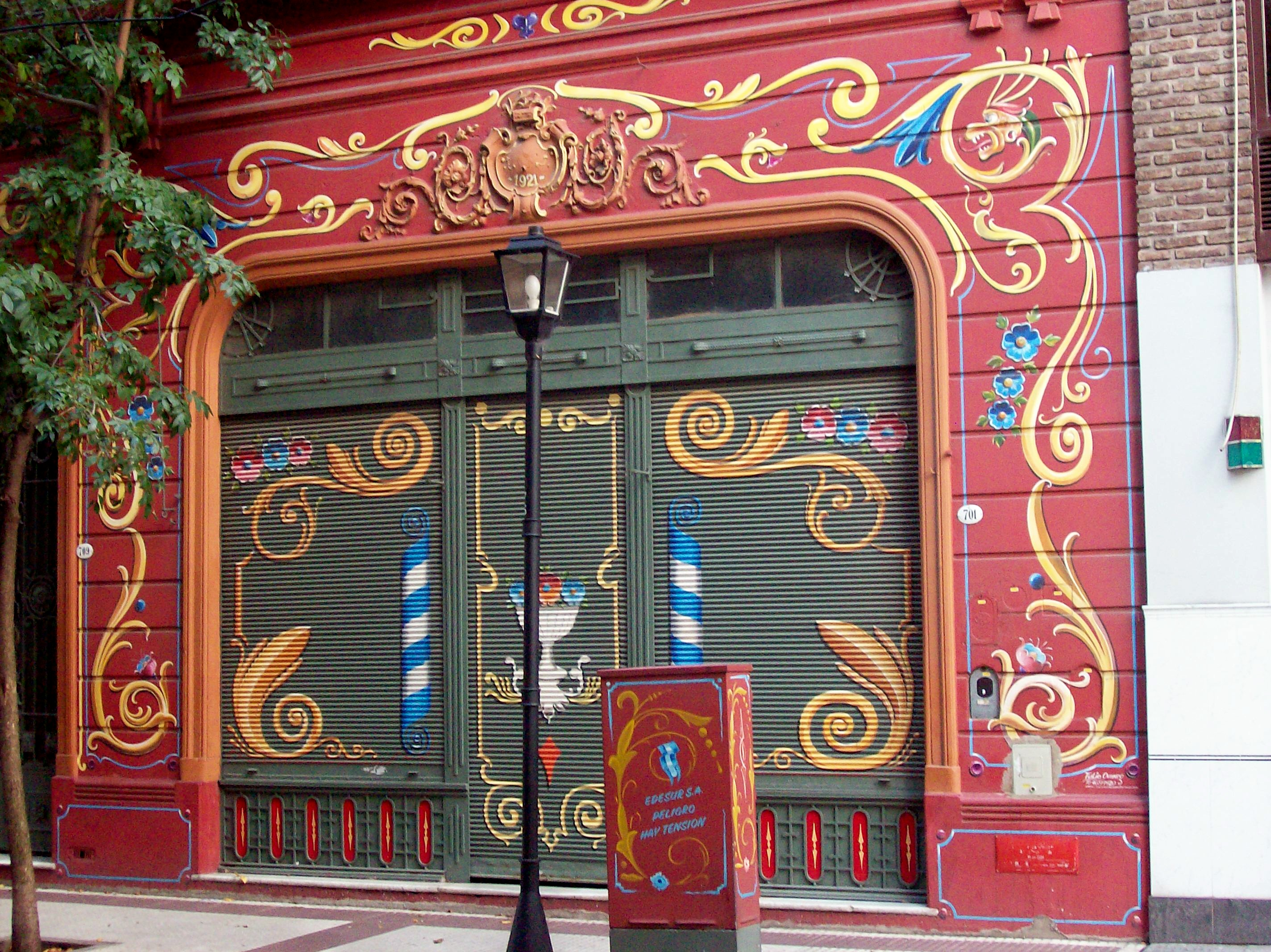
Geschäft auf der Calle Jean Jaures
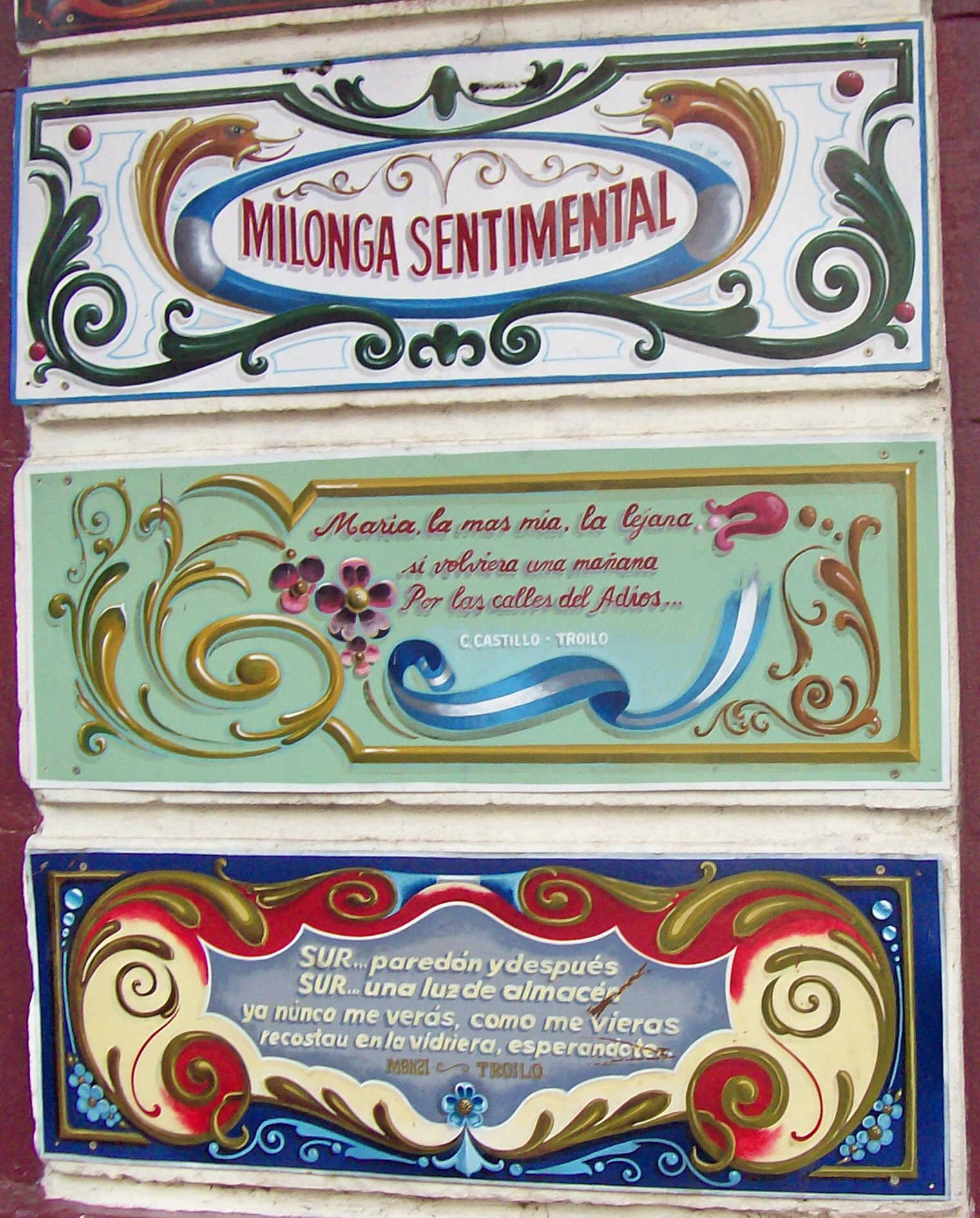
Im Stadtviertel Abasto
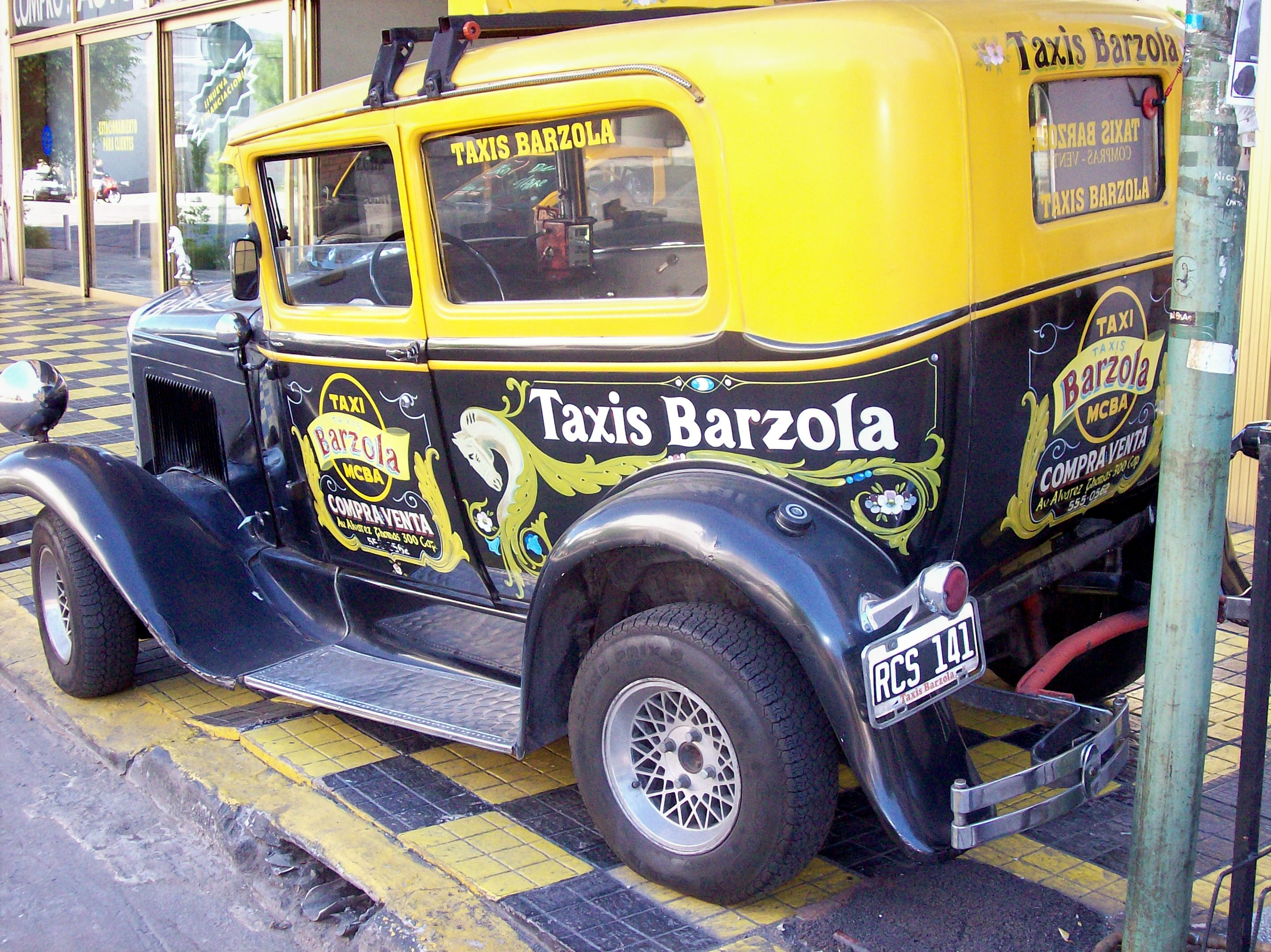
Oldtimer-Taxi mit Fileteado
Gemälde von Arce, das Carlos Gardel zeigt
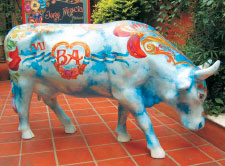
Vaca Fileteada von Muscia (2006)